# أربعة أقمار (فلم)
أربعة أقمار (بالإسبانية: Cuatro lunas) فِلم كوميدي درامي مكسيكي من إخراج سيرجيو توفار فيلاردي.
من بطولة أنطونيو فيلاسكيز، أليخاندرو دي لا مدريد، سيزار راموس، غوستافو إيغلخاف، ألونسوا إيكانوفي، أليخاندرو بيلمونتي، كارينا غيدي وخوان مانويل برنال.

## الحبكة
أربعة قصص عن الحب وقبول الذات: فتى منجذب سرًا إلى ابن عمه؛ طالبين جامعيين يبدأن علاقة سريّة؛ تبدد علاقة ثنائي بسبب وصول رجل آخر ورجل عجوز يبهره شاب مومس.

## الممثلين
- أنطونيو فيلاسكيز بدور هوغو
- أليخاندرو دي لا مدريد بدور أندريس
- سيزار راموس بدور فيتو
- غستافو إيغلخاف بدور ليو
- ألونسو إيكانوفي بدور خواكين
- آليخاندروا بيلمونتي بدور خيلبيرتو
- كارينا غيدي[7] بدور لورا
- غابرييل سانتويو[8] بدور ماركيو
- سيباستيان ريفيرا[9] بدور أوليفر
- خوان مانويل برنال[10] بدور هيكتور
- ارتا أورا بدور بيترا
- مونيكا ديون[11] بدور ارورا
- أستريد حداد بدور ألفونسوا
- هوغو كاتالان[9][12] بدور سيباستيان
- جورج لويس مورينو بدور إينريك
- لويس أريتا بدور ألفيردو
- لورا دي ايتا[13] بدور أماندا
- خواكين رودريجيز[14] بدور برونوا
- ماريسول سنتينو بدور مارينا
- أليخاندرا لي بدور تانيا
- هيكتور أريدوندو بدور الكاهن
- ريكاردو بولانكو بدور رونالدو
- ريناتو بارتيلوتي بدور الدكتور
- اوسكار أوليفرز بدور أليخاندرو
- مارتن باربا بدور بيبي

## روابط خارجية
- مقالات تستعمل روابط فنية بلا صلة مع ويكي بيانات

## روابط إضافية
- Cuatro lunas  at the Internet Movie Database

لا توجد روابط لمواقع التواصل الاجتماعي.